# Unione Sportiva Avellino 1968-1969
Questa voce raccoglie le informazioni riguardanti l'Unione Sportiva Avellino nelle competizioni ufficiali della stagione 1968-1969.

## Rosa
| N. |                   | Ruolo | Calciatore\|                     |
| -- | ----------------- | ----- | -------------------------------- |
|    | Italia (bandiera) | P     | Sergio Costi                     |
|    | Italia (bandiera) | P     | Roberto Negrisolo                |
|    | Italia (bandiera) | D     | Claudio Cattonar (vice capitano) |
|    | Italia (bandiera) | D     | Raffaele Genovese                |
|    | Italia (bandiera) | D     | Dante Lodrini                    |
|    | Italia (bandiera) | D     | Giuliano Pez                     |
|    | Italia (bandiera) | D     | Amerigo Rotoni                   |
|    | Italia (bandiera) | D     | Pasquale Tancredi                |
|    | Italia (bandiera) | C     | Celestino Boragine               |
|    | Italia (bandiera) | C     | Giovanni Fracon                  |
|    | Italia (bandiera) | C     | Armando Picciafuoco              |

| N. |                      | Ruolo | Calciatore                     |
| -- | -------------------- | ----- | ------------------------------ |
|    | Italia (bandiera)    | C     | Carmine Picone                 |
|    | Italia (bandiera)    | C     | Bruno Pinna                    |
|    | Italia (bandiera)    | C     | Giancarlo Versolato (capitano) |
|    | Argentina (bandiera) | A     | José Alberti                   |
|    | Italia (bandiera)    | A     | Fortunato Cesero               |
|    | Italia (bandiera)    | A     | Francesco Cianfrone            |
|    | Italia (bandiera)    | A     | Anzio Mancini                  |
|    | Italia (bandiera)    | A     | Guerrino Pellizzari            |
|    | Italia (bandiera)    | A     | Gino Scrignar                  |
|    | Italia (bandiera)    |       | Ferrante                       |